# 車内案内表示器

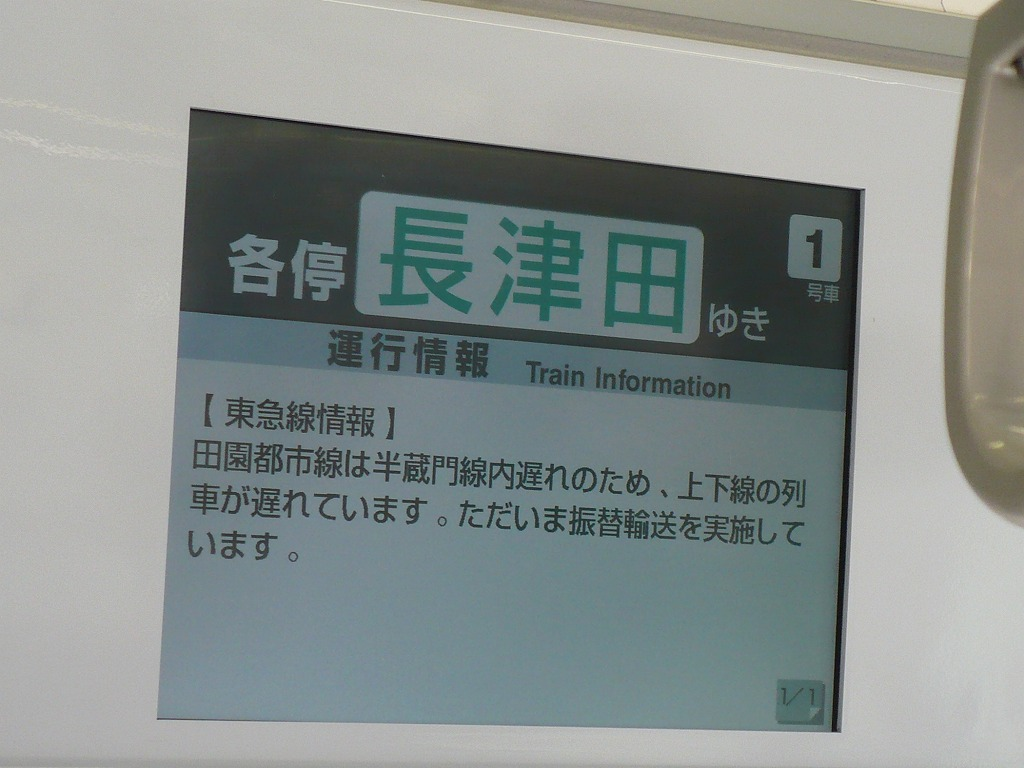
輸送障害発生時に配信された情報画面
（東急5000系)

車内案内表示器（しゃないあんないひょうじき）は、鉄道車両やバスなどに設置されている乗客への案内装置である。

## 概要
次の停車駅・停留所（「次は［品川］です」・「まもなく［品川］です」など）や車両案内（「［品川］行」・「［1］号車」・「反対側のドアが開きます」など）、運行情報（現在時刻、遅延、運転再開）などの案内情報を発光ダイオード (LED) や液晶 (LCD) などを用いた表示器に文字や静止画・動画などで表示させ乗客に伝える。また、ワンマン列車や路線バスでは運賃表示器を兼ねることもある。
通勤形電車の場合は各客用ドアの上部に設置されている例が多いが、ワンマン運転を実施する列車やバスなどでは運賃支払い時に運賃が確認できるように車両最前部の運転席上部に設置されている。また、特急形車両や新幹線の場合は各車両のデッキへの仕切りドアの上部に設置されている。
日本においては、通常は日本語と英語の二か国語で案内されることが多いが、特に空港連絡鉄道など外国人の利用が多い路線・車両の場合、中国語や韓国語などの他言語表示に対応しているものも存在する。また東海地方や北関東地方のようにブラジル人労働者の多い地域ではポルトガル語表示もある（名鉄バスなど）。

## 普及の拡大

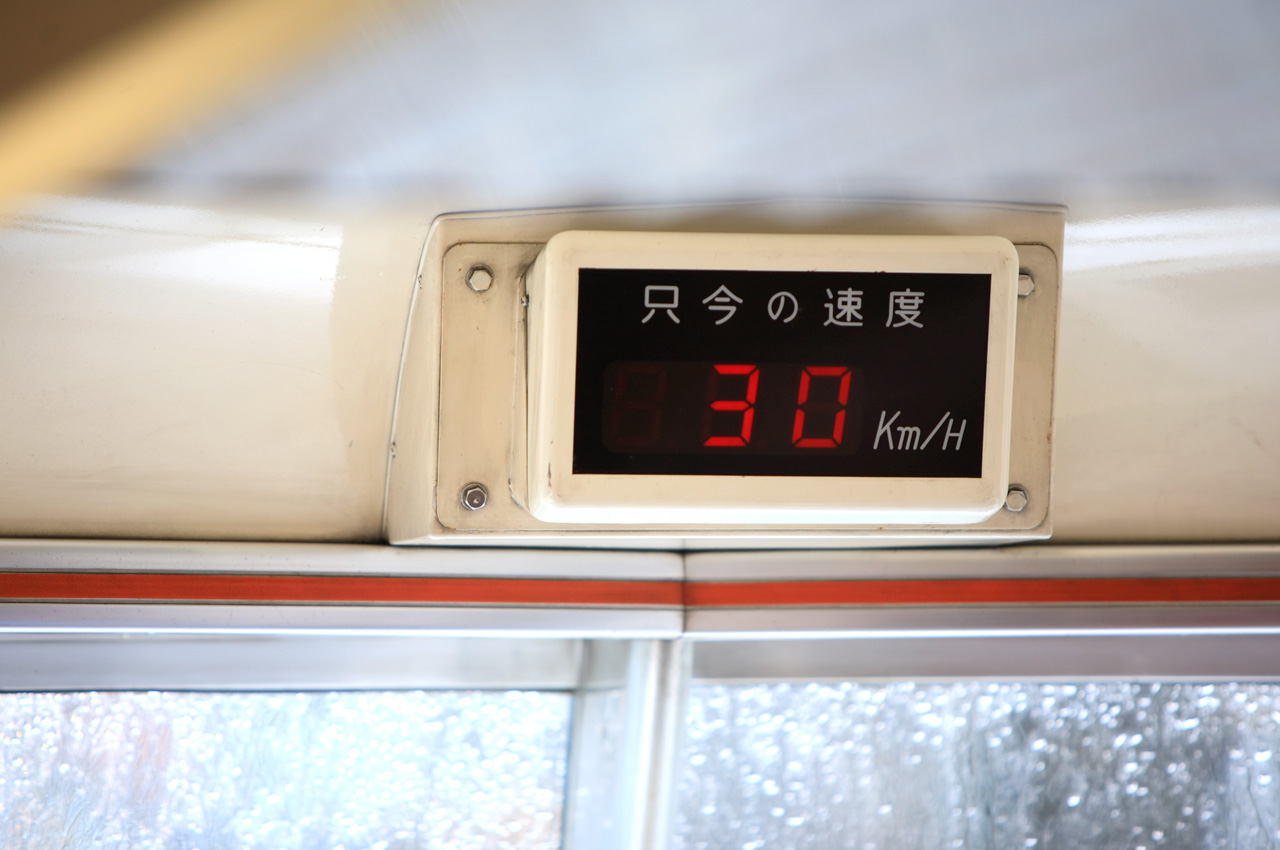
LED7セグメントディスプレイ式の速度計
（名鉄7000系電車)

日本の鉄道車両においては1980年代後半からモニタ装置の搭載に併せて普及が進んだ。モニタ装置の列車位置検知機能（車輪の回転数等をベースに算出）などを活用し、文字情報表示と自動放送の実施タイミングを取っている。
近年ではモニタ装置の性能向上や通信装置 (VIS) と組み合わせることで、機能や表示内容が拡充される傾向にある。
- ニュースや広告、列車運行情報などの表示
  - 新幹線や東日本旅客鉄道（JR東日本）の「トレインチャンネル」など。列車無線や携帯電話回線（FOMAやモバイルWiMAXなど）を介したデジタル伝送で地上側からデータを受信する。
- 速度計の表示（名古屋鉄道など）

2000年代以降の新造車両においては、交通バリアフリー法（現・バリアフリー新法）の施行に伴い、単なるサービス設備ではなく聴覚障害者に向けて次駅（停留所）案内や乗換案内、鉄道においてはドアの開く方向を知らせるなど、放送が聞き取れない利用者に対しての表示を行うよう義務付けられており、ユニバーサルデザイン設備としての性格が濃くなっている。
なお、伊豆急行2100系電車など、車内案内表示装置が設置されているものの、特急など優等列車運用時のみ使用するというケースもある。
JR東日本は、スマートフォンの普及で乗客自身が様々な情報を取得できる環境になったため、管内の東北、上越、北陸、山形、秋田の各新幹線と特急ひたち、ときわ、成田エクスプレスの車内案内表示装置で流されてきた文字ニュースを、2021年3月12日限りで終了している。同サービスは2002年から始まり、報道各社のニュースを流していた。また、東海道・山陽新幹線においても同様のサービスを行っていたが、東海道は2020年3月13日で終了、山陽でも2023年3月31日で終了となった。

## 表示方式

### 路線図式
東京地下鉄（東京メトロ）銀座線向けの01系電車や丸ノ内線向けの02系電車に見られるような路線図タイプの表示装置で、行先と次の停車駅、進行方向をランプの点灯・点滅で表示する比較的簡素なものであるが、当該路線の全体像が直感的に把握できる利点がある。ただ、地下鉄を中心に直通運転による路線図表記の繁雑さや、新駅・新路線開業・ダイヤ改正に伴う停車駅変更への対応が難しいことから、1980年代後半からはLED表示器に文字情報を表示させる方式が主流となった。相互の利点を生かし両者を一体化したタイプを設置する車両や、ニューヨーク市地下鉄R160形やR179形のように停車駅部分をLED表示器とし、種別・路線・停車駅に応じて変化させている例もある。大阪市営地下鉄新20系では、2010年代の更新で新たに扉上に路線図式車内案内表示装置を設置している（2013年度施工車まで。路線図式車内案内表示装置の反対側の扉上に文字式のLEDの車内案内表示装置がある）。

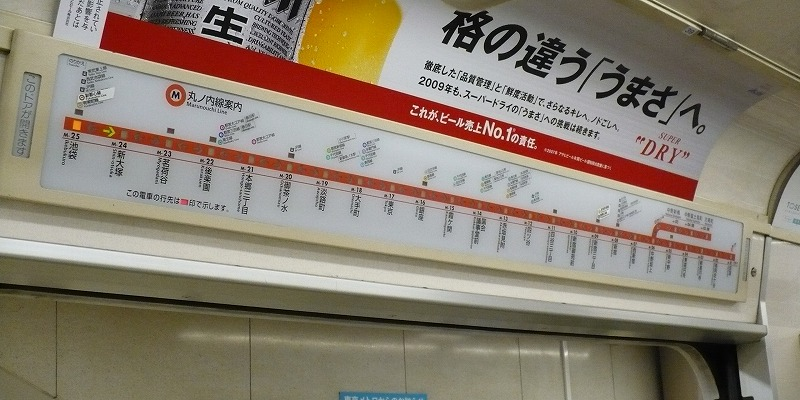
路線図式 東京メトロ02系
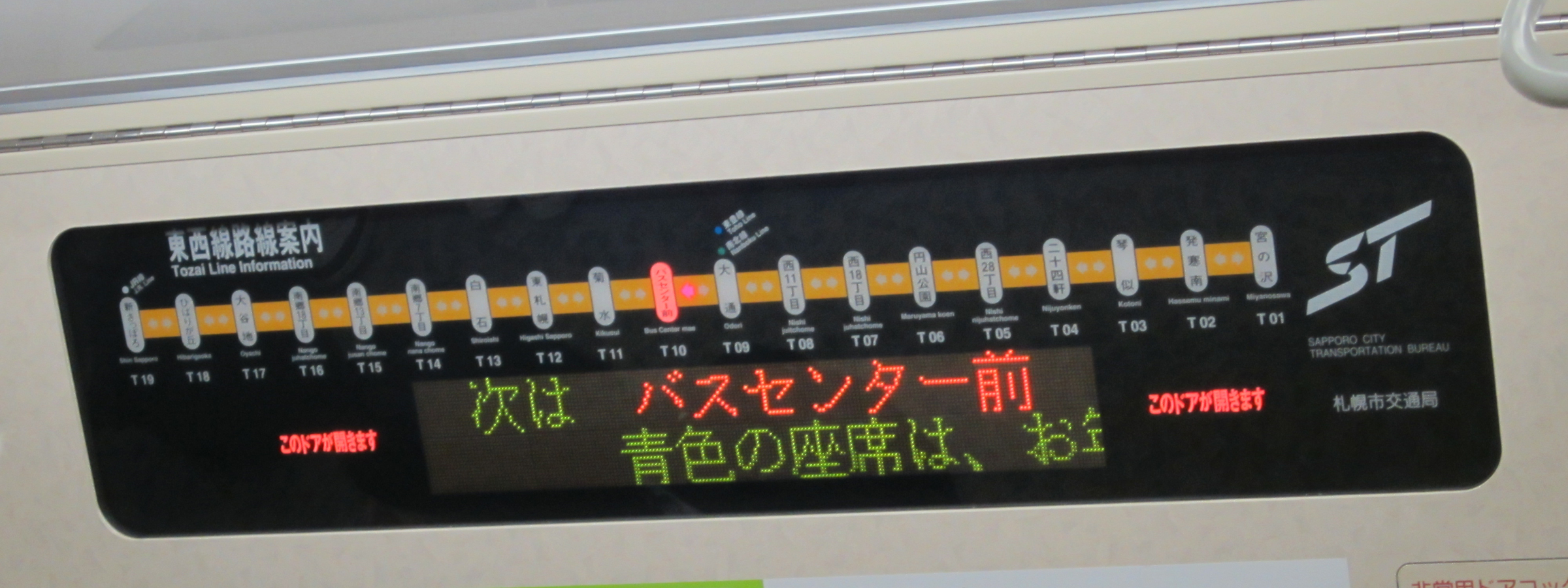
路線図式とLED式を組み合わせた例 札幌市営地下鉄8000形
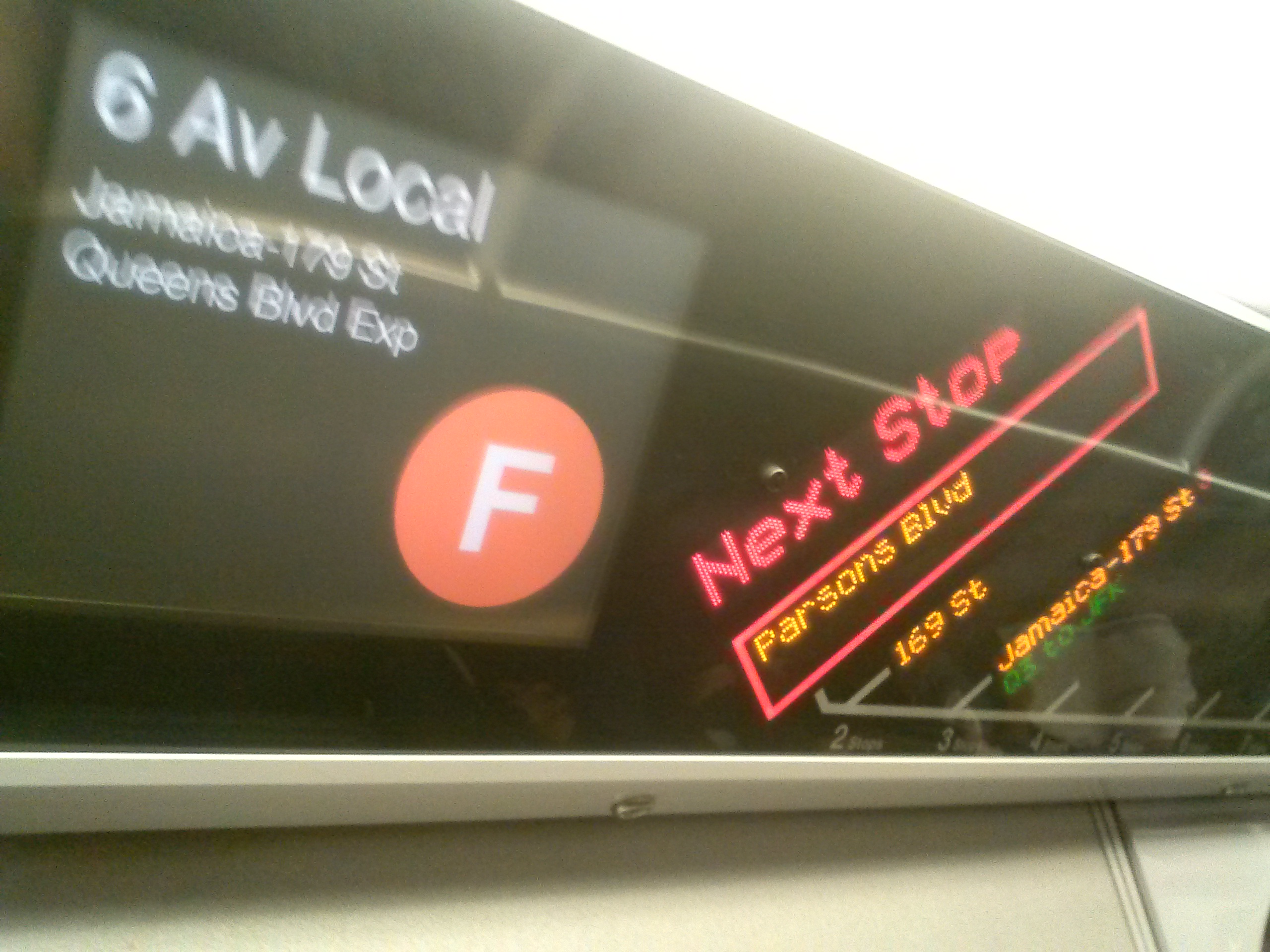
路線図式の一部をLED表示器にし、LCD式を組み合わせた例 ニューヨーク市地下鉄R160形

### LED式
1980年代後半から普及した方式。発光ダイオード (LED) の文字列による表示で、現在最も主流となっている方式である。路線図式に比べて案内の変更に柔軟に対応できるほか、色の組み合わせやスクロール、点滅などで視覚的に乗客に見やすく表示・注意喚起することができる。3色表示のものが大半であるが、2000年代後半以降では、フルカラー表示となっているものも登場している。また、車両によっては上下2段に分けて表示することが可能なものや、行先表示用とその他案内用を分離して2面を並列配置したもの（東武30000系電車など）もある。LEDの代わりに蛍光表示管を用いたものもある（伊豆急行8000系電車など）。

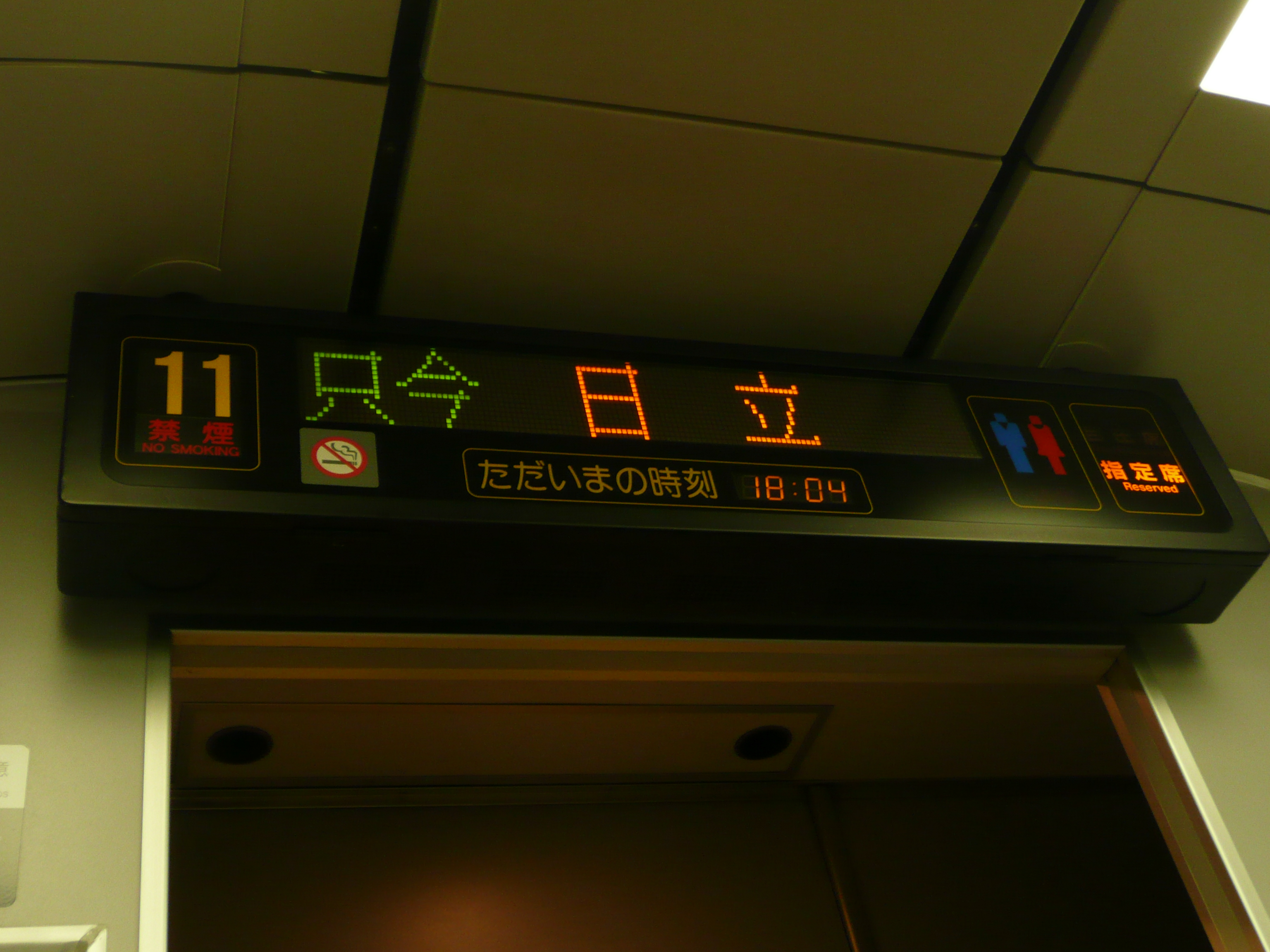
3色LED式の例 JR東日本651系電車
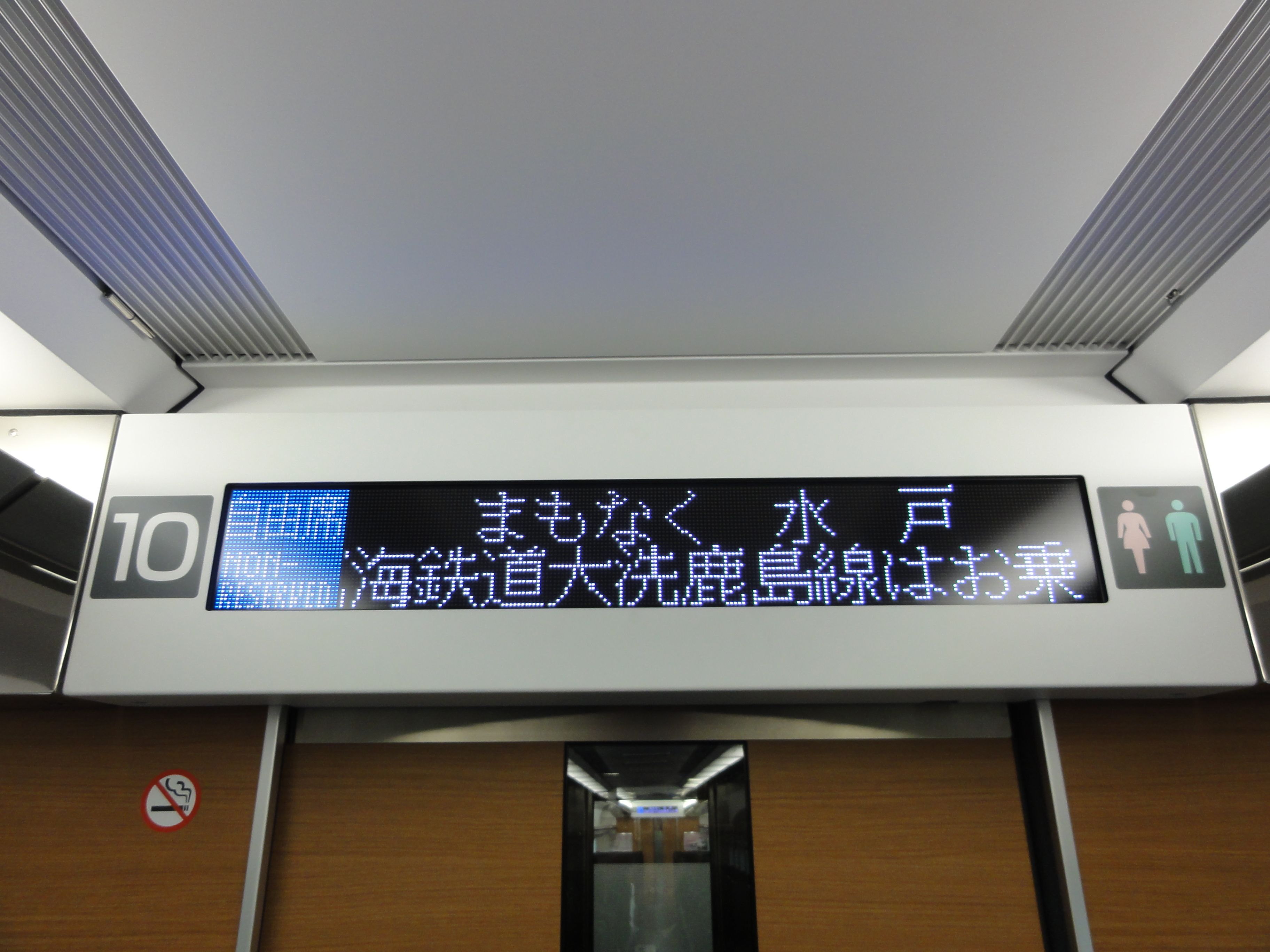
フルカラーLED式の例 JR東日本E657系電車
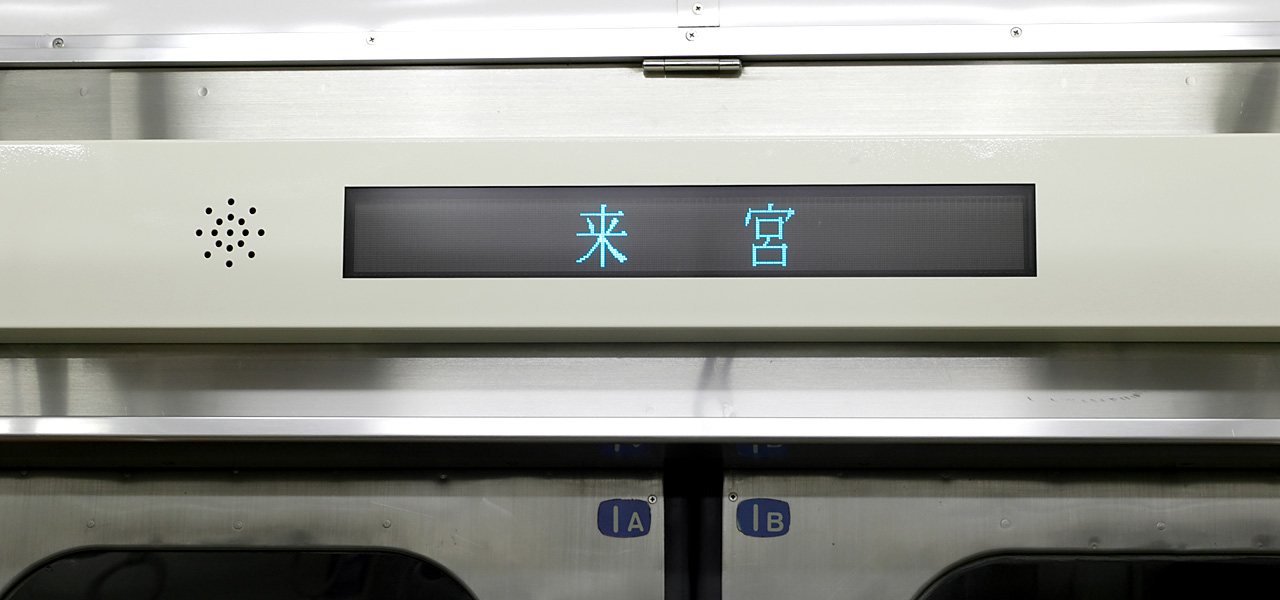
蛍光表示管を使用した例 伊豆急行8000系電車
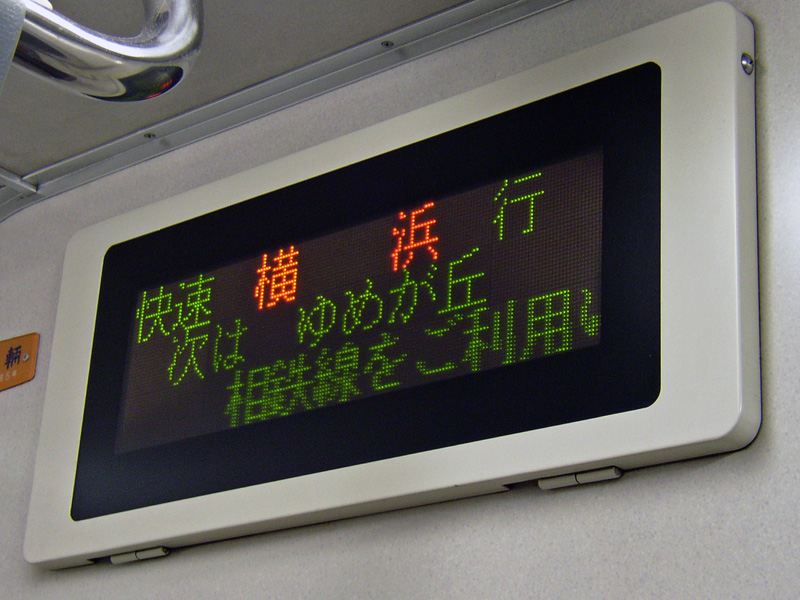
車両両端に設置されているLED表示 相鉄9000系電車リニューアル前
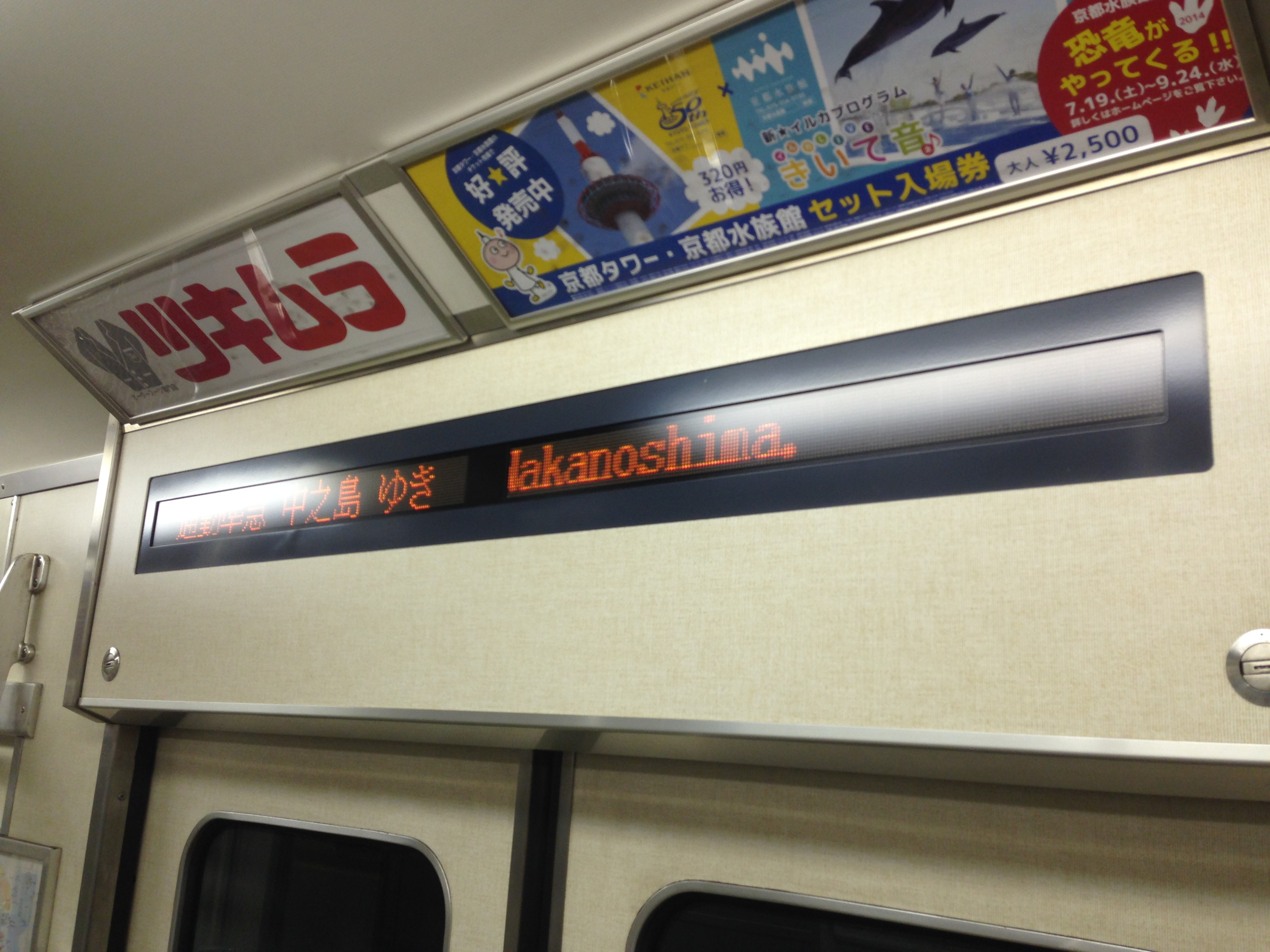
2面を並列配置の表示例 京阪5000系電車

### 液晶ディスプレイ式（LCD式）
液晶ディスプレイ (LCD) を用い、図形や映像で多種多様な表示を行うことができる方式。1990年代に一部の事業者（東武9050系電車など）で試験的に導入された後、2000年代中盤から本格的に普及した。停車駅や運行情報などの案内の他に広告表示用のデジタルサイネージとして用いている車両もあるほか、先頭車両からの前面展望を映し出す機能を持つ車両（小田急50000形電車・近鉄21020系電車・近鉄50000系電車など）もある。

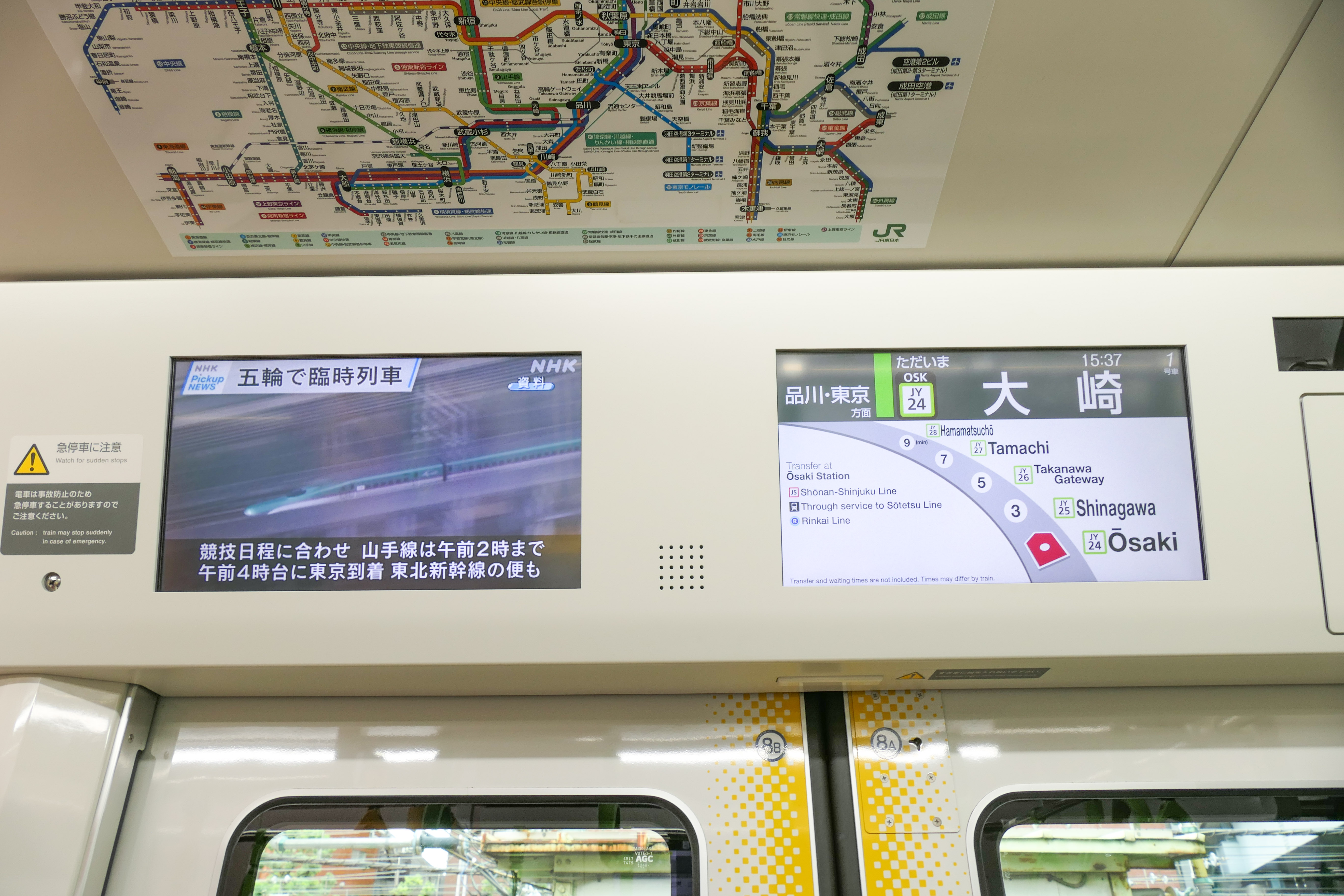
LCD式の例 JR東日本E235系電車
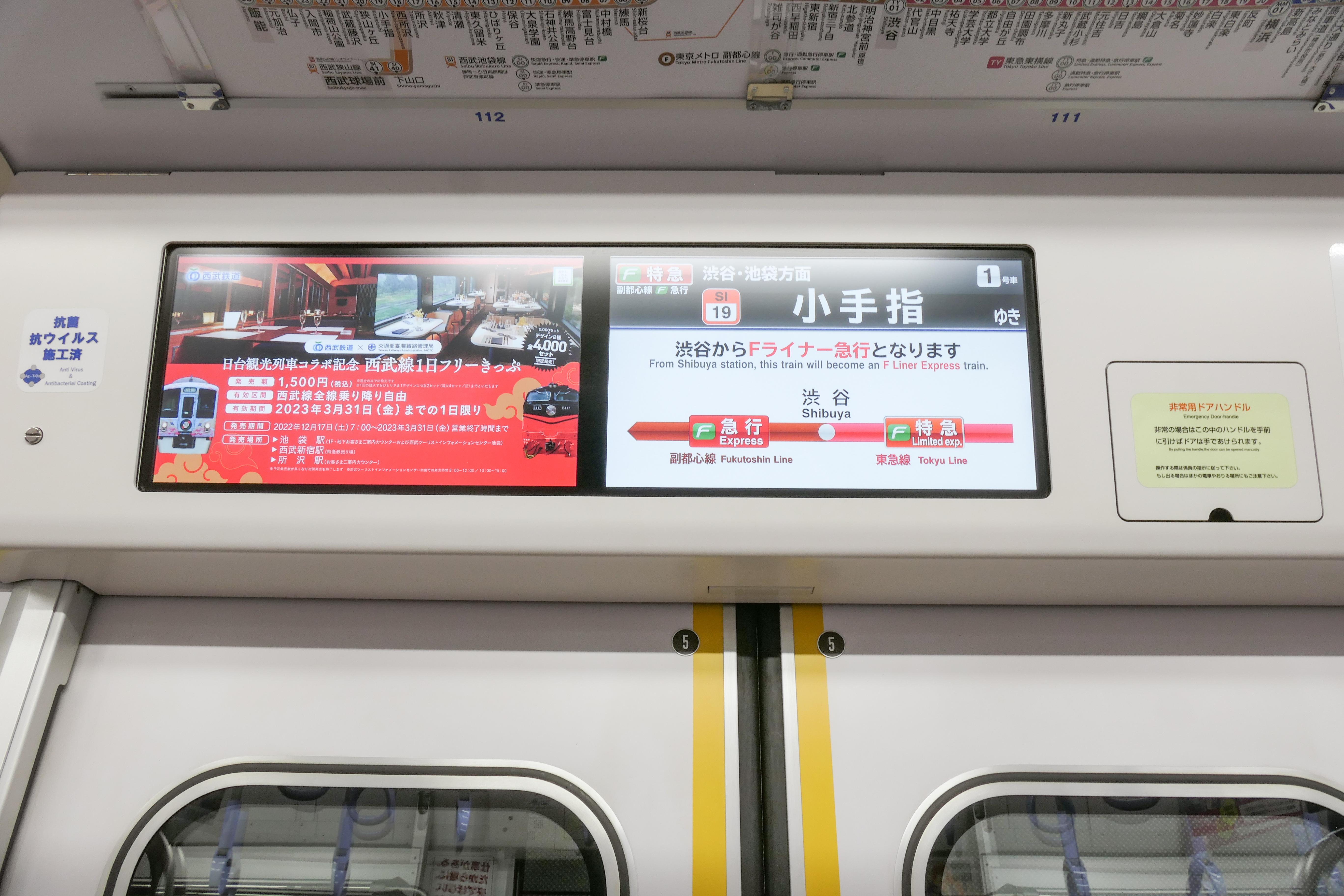
フルHD対応ハーフサイズLCD式の例 西武40000系電車
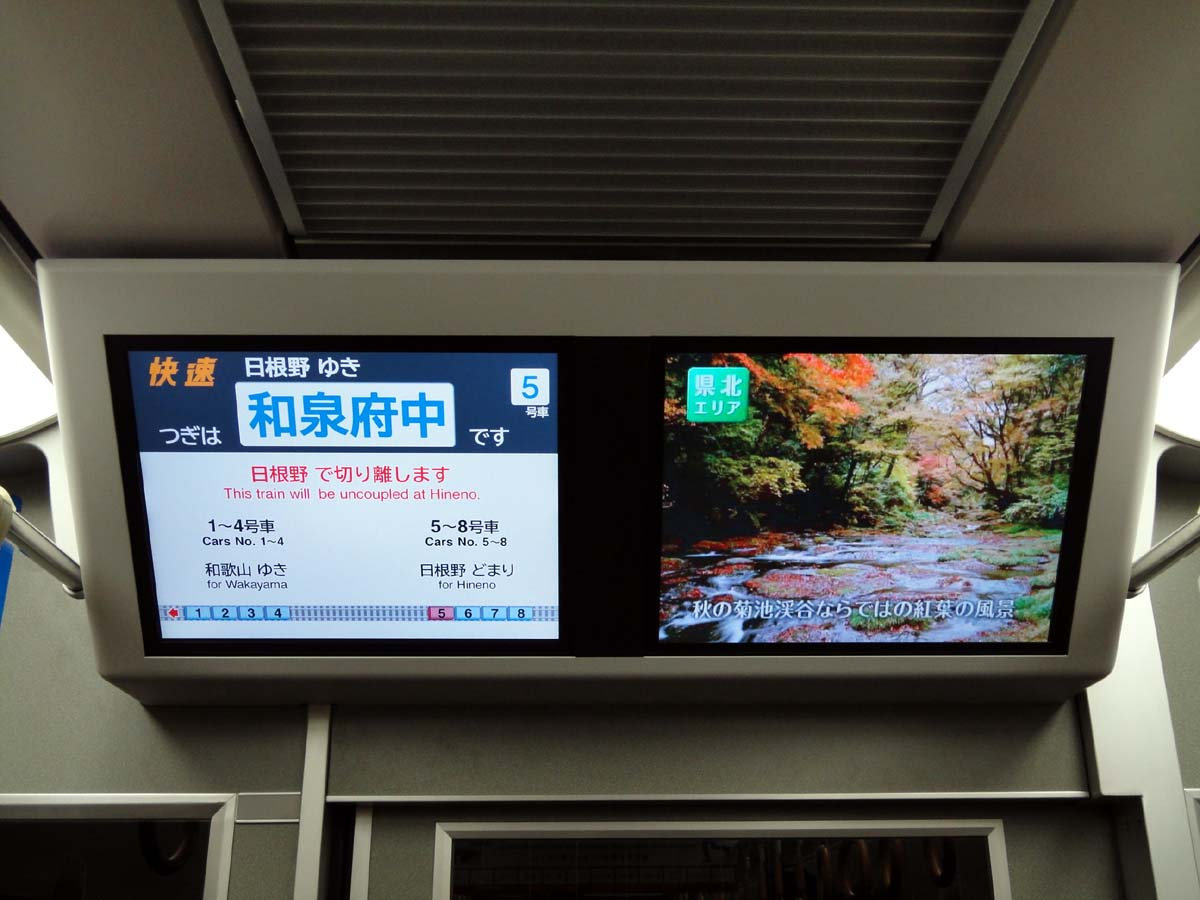
ディスプレイを広告表示に使用した例 JR西日本225系電車
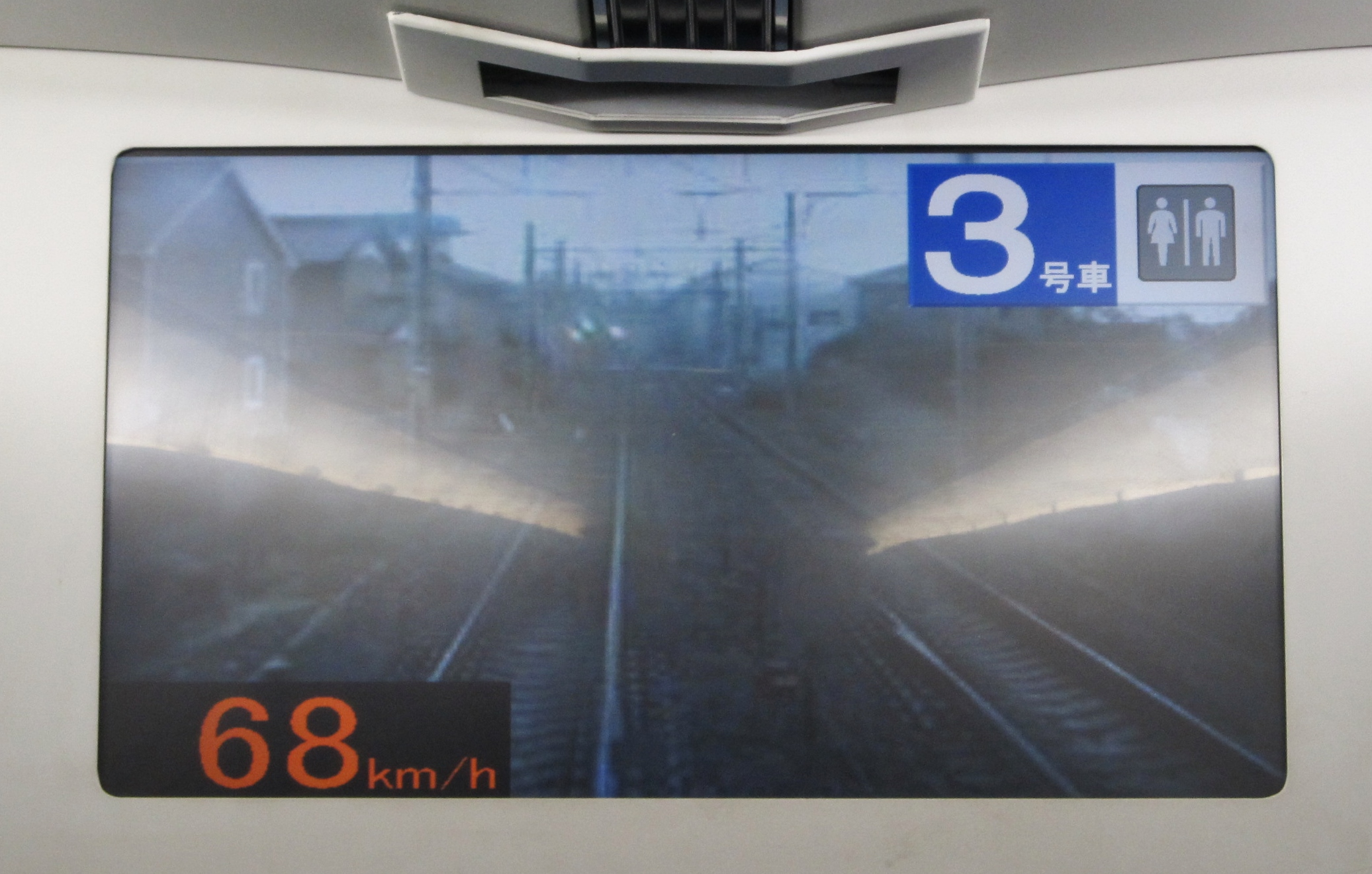
ディスプレイに前面展望を表示した例 名鉄2000系電車
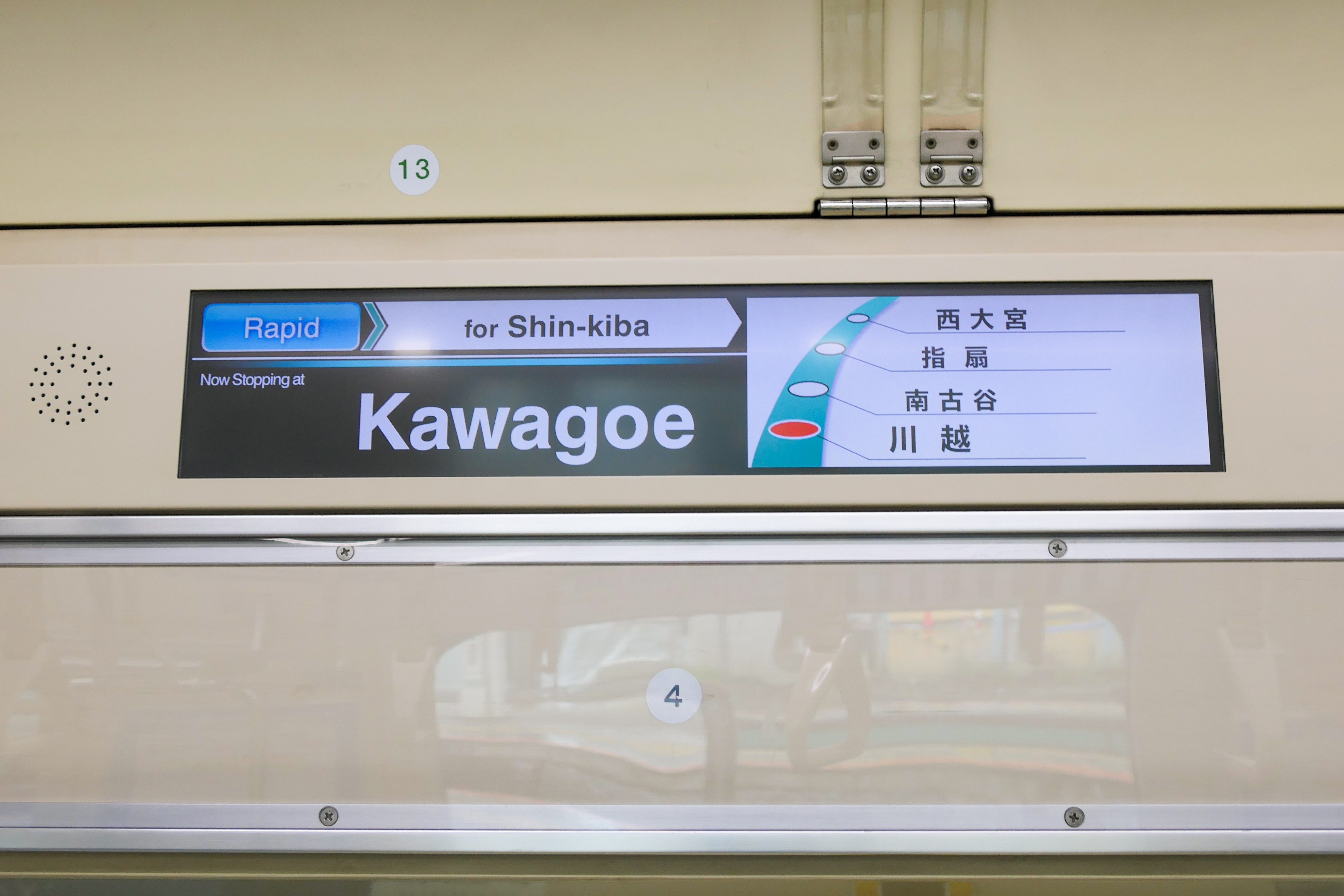
LED式からLCD式に交換した例 東京臨海高速鉄道70-000形電車

### プラズマディスプレイ式
LED式が本格的に普及する以前の一部車両（新幹線100系電車（初期車）・新幹線300系電車）に搭載された方式。プラズマディスプレイ (PDP) を用いているが、赤1色しか表示できない。また、フルカラーLEDが実用化される以前の一部車両（新幹線500系電車・JR西日本681系電車）には、8色カラー表示が可能なPDPを搭載したものも存在したが、劣化もありいずれも後に3色LEDに交換されている。

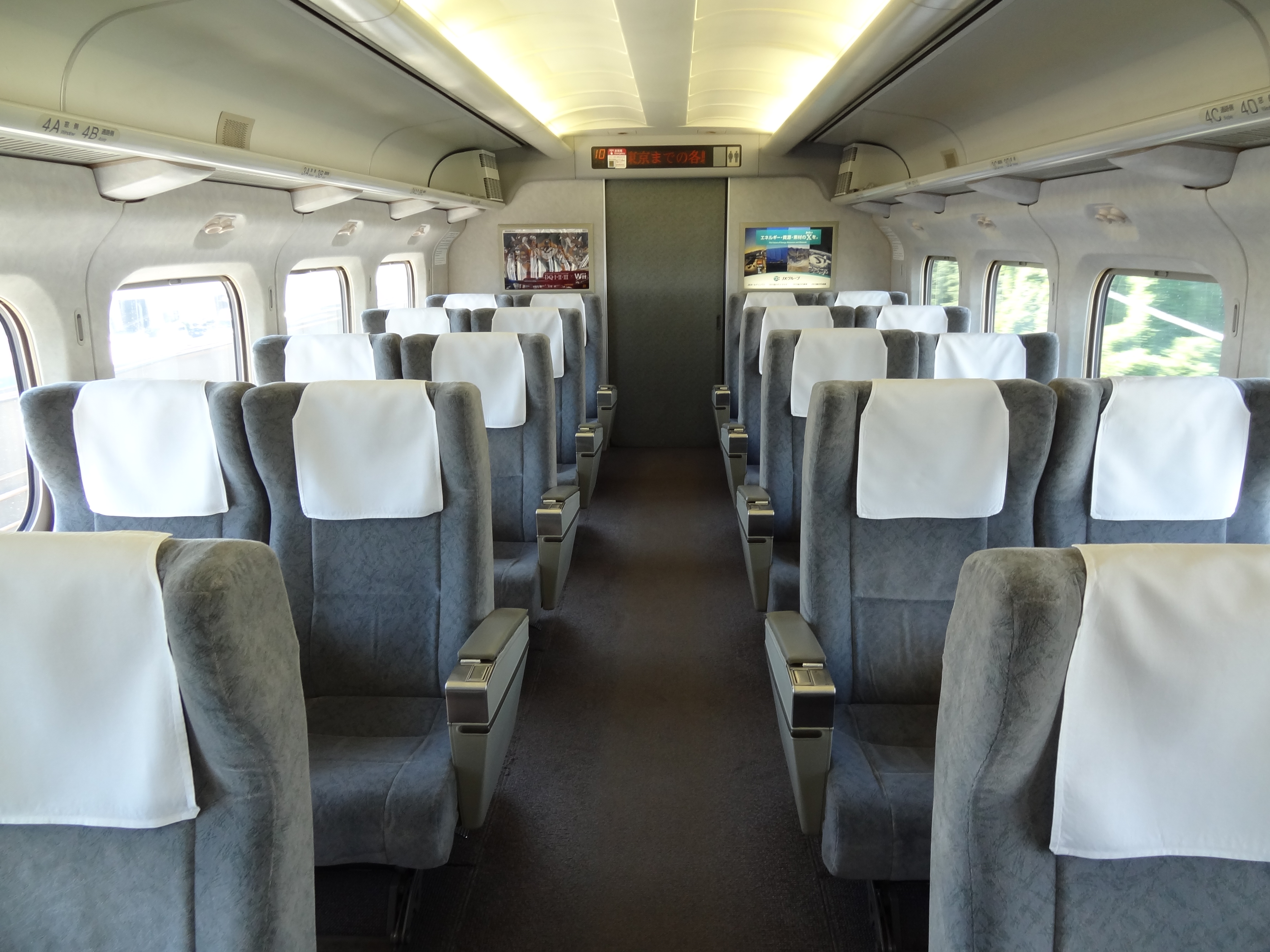
1色PDP式の例 新幹線300系電車
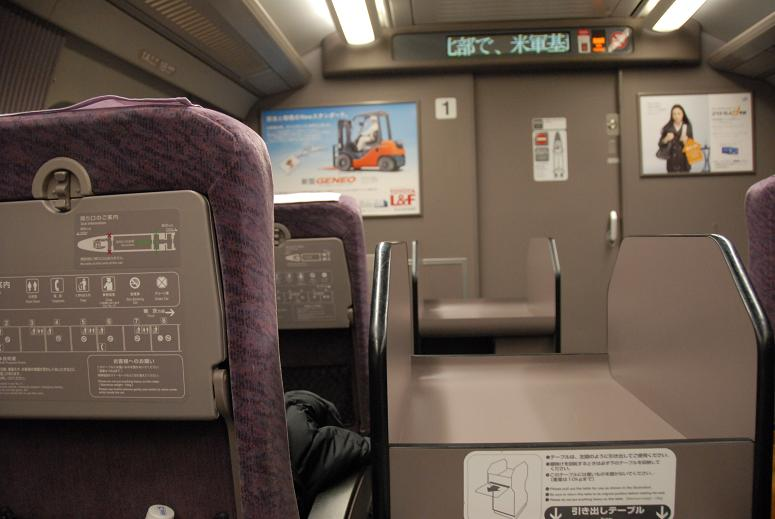
8色PDP式の例 新幹線500系電車

### 電照式
次の停車駅のみを表示盤に点灯させる簡素なもの。臨時停車駅や停車駅の増加への対応が難しい。もっとも古いのは1930（昭和5）年、大阪市電気局100形電車に付けられたものと思われる。2010年現在は特急「海幸山幸」のみに運用されるキハ125形400番台に設置されている。

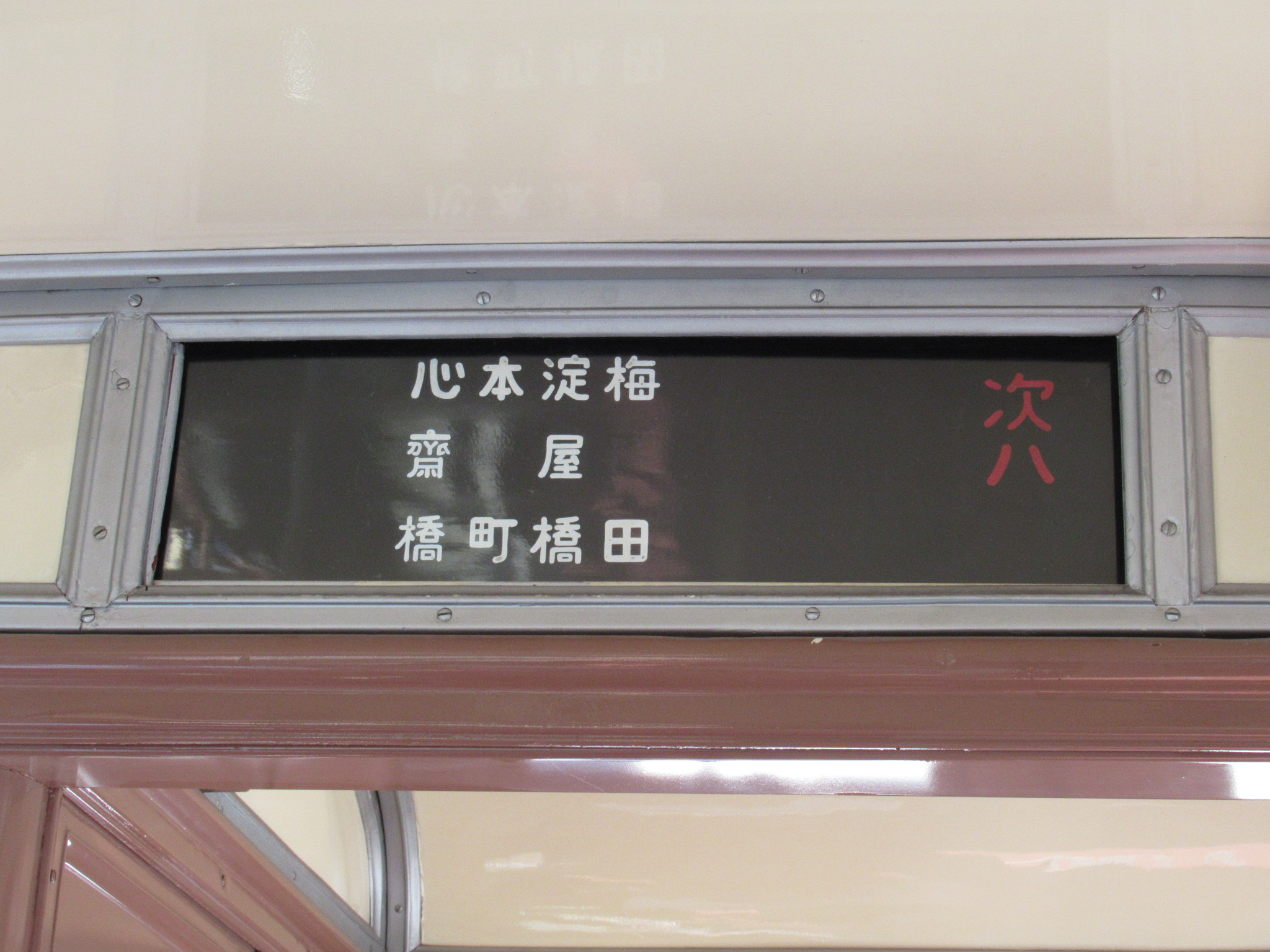
電照式の例 (大阪市電気局100形電車:印刷によるダミー再現)

### その他
東武日光線で快速・区間快速に用いられる6050系電車では、客室の連結面側および乗務員室仕切り部に種別・行先表示器を設けたが、これは直通運転を行う鬼怒川線・野岩鉄道線方面と東武日光ゆきとの誤乗を避けるため、従来の行先標を客室内に掲出する方式に代わって設置されたものである。
日本国有鉄道（国鉄）では、分割・併結の多い東北方面の気動車急行でも客室内に行先標を設置したケースがある。京成電鉄でも赤電の初期まで客室内に行先標を設置していた。

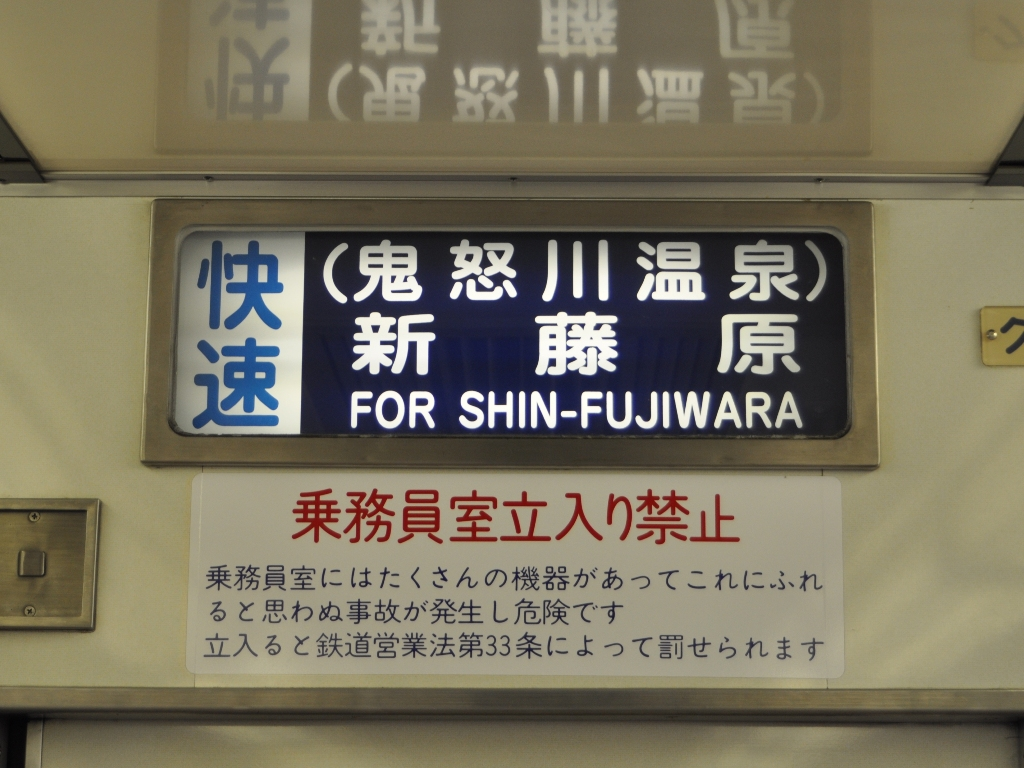
東武6050系電車の車内行先表示器

## 設置方式
客室内車端部に設置されるものと、客用ドアの上部に設置されるものに大別される。
車端部に設置されているものは、両端の2カ所に設置される例が多い。クロスシート車で採用されていることが多いが、進行方向後部からは距離が遠くなるため視認性は低い。そのため、近年では表示器寸法の拡大により視認性を向上させたり、客室中間にも追加設置したりした車両（新幹線800系電車）もある。客用ドアの上部に設置する方式では、すべてのドア上部に設置しているものと、進行方向に向かって左右のドア上部に交互設置（千鳥配置）するもの、進行方向片側のドアのみ設置するもの（JR九州813系・817系電車の一部）がある。
液晶ディスプレイはドア上部に設置するのが主流であるが、東日本旅客鉄道（JR東日本）のE259系電車や西日本旅客鉄道（JR西日本）の321系電車・225系電車、京王電鉄の5000系、西武鉄道の40000系では、車両の中間3箇所の両側に枕木と平行方向に片側2面に設置している。また、近畿日本鉄道では、21000系電車「アーバンライナーplus」・21020系電車「アーバンライナーnext」の喫煙コーナーにも液晶ディスプレイを設置していた（後に撤去、現在はディスプレイ部を板で塞いでいる）。
上記以外の例としては、客室中間のみ枕木方向に配置されるもの（イギリス鉄道395形電車）、線路方向と枕木方向の両方に配置されるもの（ニューヨーク市地下鉄R160形電車ならびにR179形電車・福岡市交通局3000系電車）、扉上には路線図式、車端部にはLED式、扉付近の袖仕切り部分には液晶ディスプレイを配置する例（マレー鉄道クラス92電車）などが見られる。
また、JR東日本E235系電車や、東急2020系電車などの様に荷棚上に設置し、広告として利用するようにもなっている。
バスでは、既述の通り車両最前部の運転席上部、もしくは運転席背後に設置されているのが大半であるが、羽田空港のターミナル内無料シャトルバス等などでは、鉄道車両と同じく乗降用ドアの上部にも設置されている（通常の路線バスと異なり、すべてのドアから乗降が行われるため）。

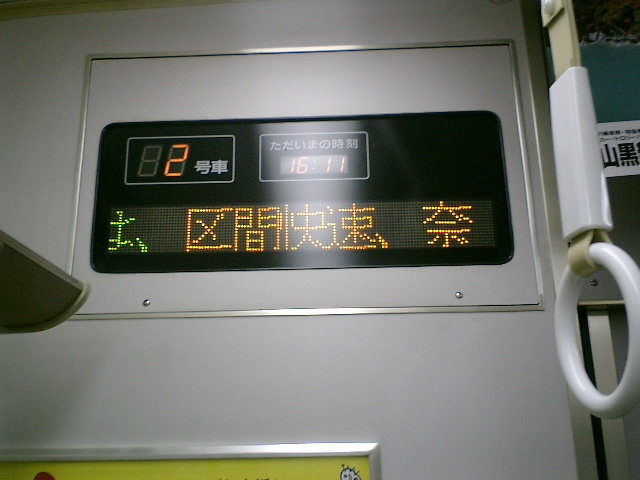
車端部に設置する方式 JR西日本221系電車体質改善工事施工前
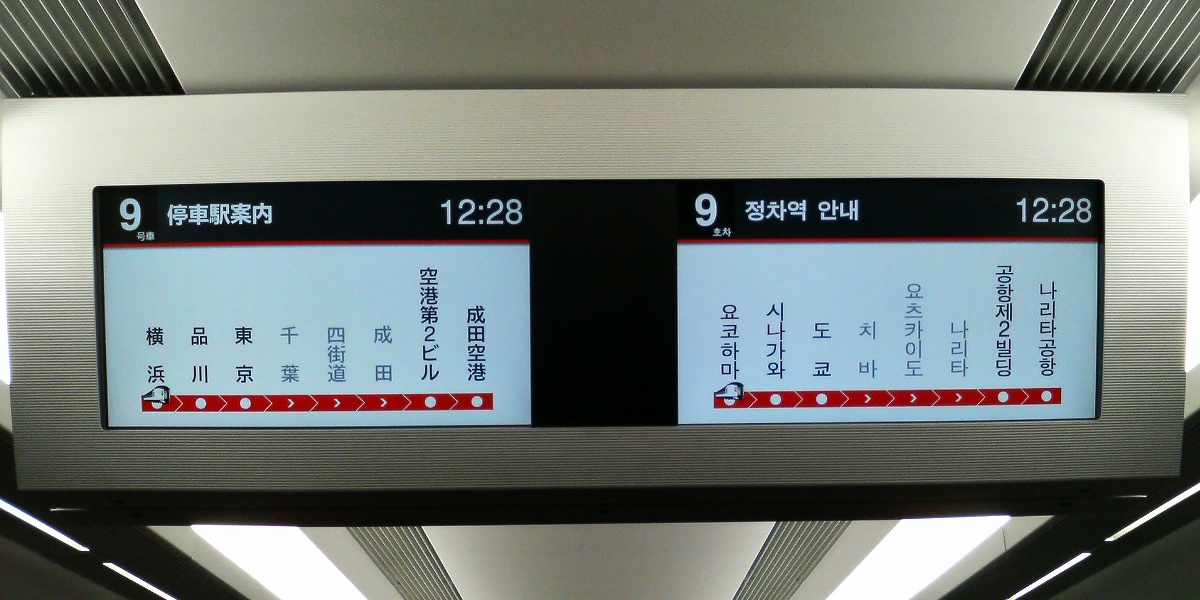
車内中間に設置する方式 JR東日本E259系電車
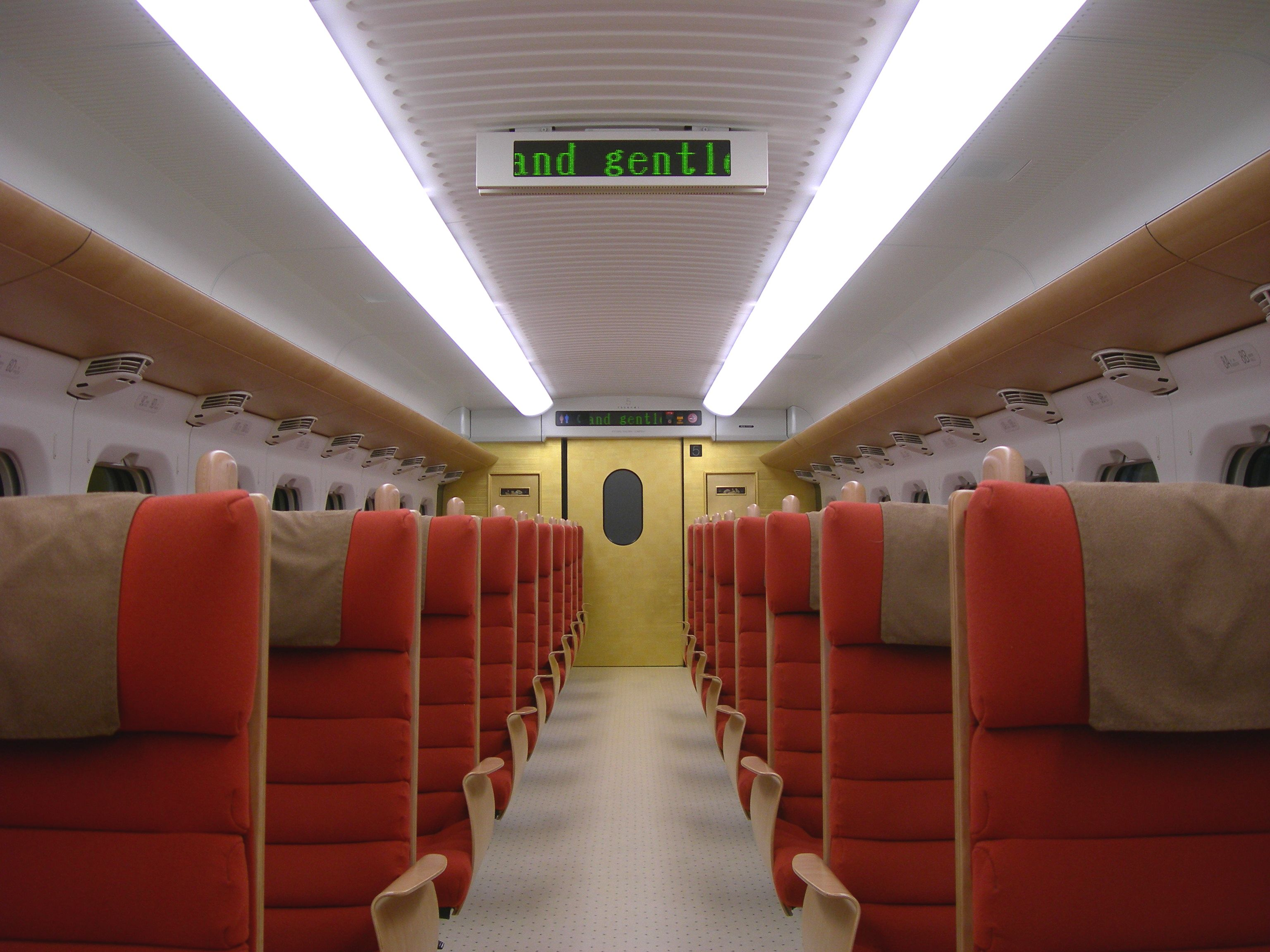
車端部と中間の双方に設置する方式 新幹線800系電車

## 製造メーカー
- パナソニック
- 三菱電機
- 日本信号
- コイト電工
- 京三製作所
- 信号電材
- 東芝インフラシステムズ